# Штанды
Штанды (баш. Штәнде) — деревня в Балтачевском районе Республики Башкортостан Российской Федерации. Входит в состав Штандинского сельсовета.

## География

### Географическое положение
Расстояние до:
- районного центра (Старобалтачёво): 18 км,
- ближайшей ж/д станции (Куеда): 83 км.

## История
Деревня основана башкирами Кыр‑Таныпской волости Сибирской даруги на собственных вотчинных землях.
В 1865 году в 51 дворах проживало 321 человек.

## Население
| 2002 | 2009 | 2010 |
| ---- | ---- | ---- |
| 657  | ↘647 | ↘568 |

### Национальный состав
Согласно переписи 2002 года, преобладающая национальность — башкиры (99 %).

### Языковой состав
Согласно Всероссийской переписи населения 2020 года родными языками населения являлись: башкирский — 76,9 %, татарский — 19,3 %, русский — 2,6 %.

## Религия
В деревне есть мечеть «Итаваш».

## Известные жители
- Заки Салимович Хамитов (1930—1993), доцент, кандидат технических наук, заслуженный инженер Республики Башкортостан, отец Хамитова Рустэма Закиевича -  Президента и Главы Республики Башкортостан (2010-2018).